# عباس دبیردانش
عباس دبیردانش آهنگساز، نوازنده و مدرس ساز ترومبون است.
عباس دبیر دانش فارغ‌التحصیل کنسرواتوار عالی پاریس و ساکن کشور فرانسه است. عباس دبیردانش در نوشتن موسیقی فیلم فعالیت داشته و اولین ساخته‌اش به نام «چشم تنگ دنیا دار»، جایزه بهترین موسیقی فیلم جشنواره فجر سال ۱۳۶۲ را از آن خود کرد. وی همچنین با آهنگ‌سازی فیلم «بارون میاد جرجر» دومین جایزه خود را دریافت کرد.